# Auriscalpiaceae
Famille
Les Auriscalpiaceae sont une famille de champignons de l'ordre des Russulales.

## Position des Auriscalpiaceae
- Agaricomycetes
  - Russulales
    - Stereaceae
    - Russulaceae
      - Aleurocystidiellum
        - Bondarzewiaceae
        - Albatrellaceae
        - Auriscalpiaceae

      - Gloeodontia

### Phylogramme détaillé des Auriscalpiaceae
- Agaricomycetes
  - Russulales
    - Stereaceae
    - Russulaceae
      - Aleurocystidiellum
        - Bondarzewiaceae
        - Albatrellaceae
        - Auriscalpiaceae
          - Arthomyces
          - Lentinellus
            - Dentipratulum
              - Auriscalpium
                - Gloiodon

      - Gloeodontia

### Liste des genres Linnéens des Auriscalpiaceae
D'après la 10e édition du Dictionary of the Fungi (2007), cette famille est constituée des genres suivants :
- Amylonotus  Ryvarden 1975
- Auriscalpium  Gray 1821
- Clavicorona  Doty 1947
- Dentipratulum  Domanski 1965
- Lentinellus  P. Karst. 1879
- Stalpersia  Parmasto 2001